# Roy Chiao
Roy Chiao (Shanghai, 16 marzo 1927 – Seattle, 14 aprile 1999) è stato un attore cinese.
È noto prevalentemente per aver interpretato il ruolo del malvagio Lao Che nel film Indiana Jones e il tempio maledetto (1984).
Tra le altre sue apparizioni: con Bruce Lee nel film I 3 dell'Operazione Drago (1973), nella versione di Lee di Game of Death (1978), in Senza esclusione di colpi (1988) con Jean-Claude Van Damme, e in Come bambù d'inverno (1991).
Ha lavorato anche come overdubber di lingua inglese per le produzioni di film di Hong Kong.
È il fondatore dell'"Artists' Home", una confraternita cristiana per gli attori in Hong Kong.
Ha subito tre attacchi cardiaci prima che la sua malattia cardiaca lo portasse al decesso.